# Niedertrebra
Niedertrebra ist eine Gemeinde im Nordosten des Landkreises Weimarer Land im Tal der Ilm in Thüringen. Erfüllende Gemeinde ist die Stadt Bad Sulza. Der Ort Darnstedt ist Ortsteil von Niedertrebra.

## Geographie
Niedertrebra ein Dorf in der Ilmaue und im Thüringer Becken. Die Bahnstrecke Halle–Bebra führt durch die Gemarkung. Verkehrsmäßig ist das Dorf an das Umland gut angebunden.

## Geschichte

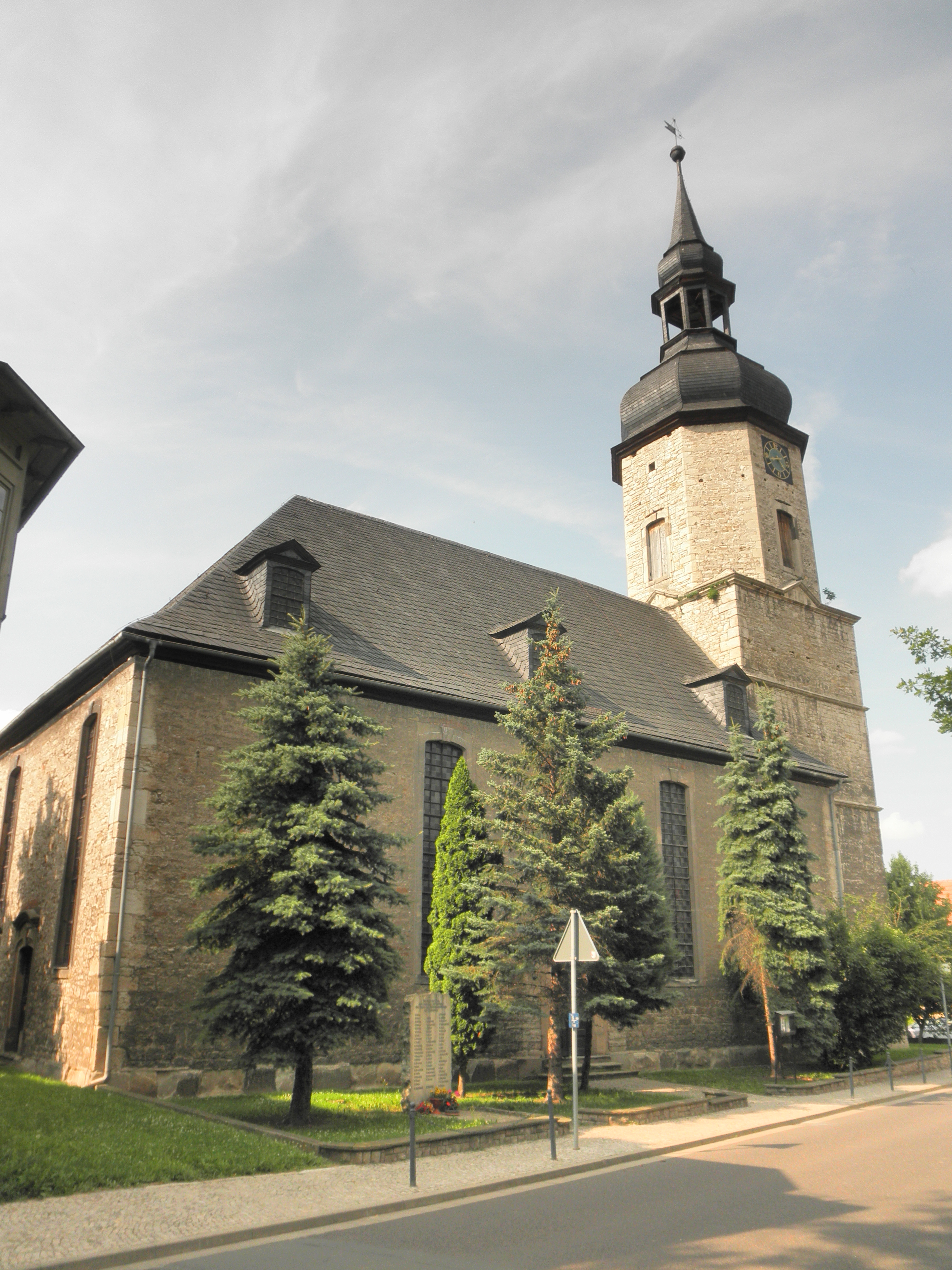
Die Kirche von Niedertrebra

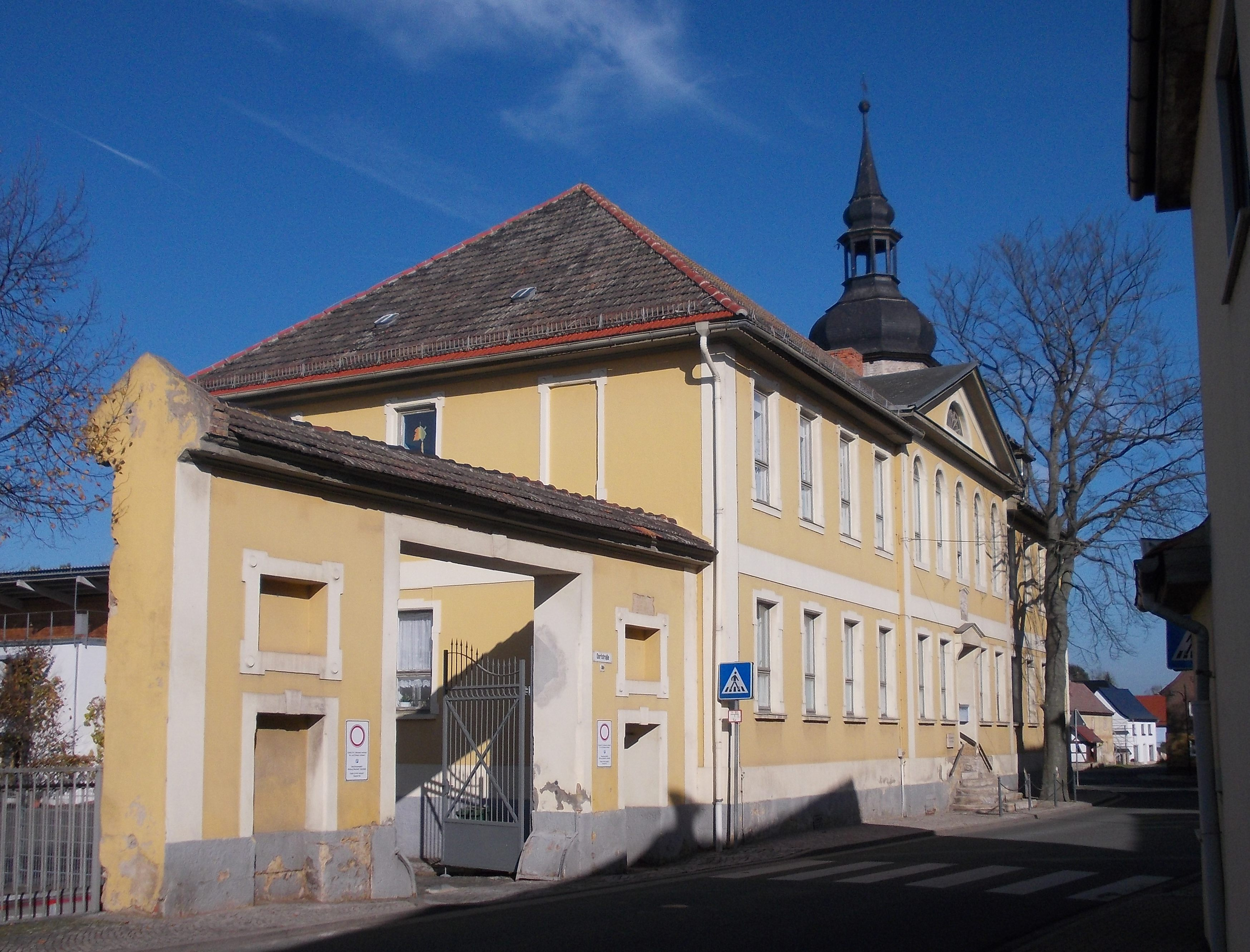
Ehemaliges Rittergut

Zu Beginn des 9. Jahrhunderts wird Trebra in einem Verzeichnis der von Erzbischof Lullus († 786) von Mainz für das Kloster Hersfeld von Freien verliehenen Gütern erstmals urkundlich als Dribure erwähnt. Der Ort beging 1976 seine 1.100-Jahr-Feier. Die Ilmbrücke nach Eberstedt wurde 1987 als 1.111 Jahre alt gefeiert.
Thriburi war ein befestigtes Dorf mit bewachten Toren. Es hatte neben bäuerlichen und handwerklichen Anwesen auch ein Rittergut. Dieses gehörte bis ins 14. Jahrhundert den Schenken von Trebra, welche eine Seitenlinie der Schenken von Vargula waren. In der Folgezeit wurde es zur Herrschaft Tautenburg gerechnet, welche im Besitz der Schenken von Tautenburg, einer weiteren Seitenlinie der Schenken von Vargula, war. Die Schenken von Tautenburg besaßen die Herrschaft Tautenburg ab 1345 als Lehen der Wettiner und nach der Leipziger Teilung 1485 als Lehen der albertinischen Linie der Wettiner. Nach der Wittenberger Kapitulation 1547 war das albertinische Kurfürstentum Sachsen neuer Lehnsherr, welches mit dem Tod des letzten thüringischen Schenken von Tautenburg 1640 die Herrschaft Tautenburg mit Frauenprießnitz und Niedertrebra als erledigtes Lehen einzog. Sie wurde vom Kurfürsten zunächst an die von Werthern, von Döring und von Taube verlehnt. 1652 wurde aus den heimgefallenen Tautenburger Lehen das kurfürstliche Amt Tautenburg gebildet. Als dieses im Jahre 1657 dem albertinischen Sekundogenitur-Fürstentum Sachsen-Zeitz zugeschlagen wurde, entschädigte man die adligen Lehensnehmer anderweitig. Herzog Moritz von Sachsen-Zeitz verkaufte Niedertrebra 1677 an einen Freiherren von Erffa, wodurch der Ort eine andere Geschichte als das Amt Tautenburg nahm. Das Rittergut Niedertrebra kam 1710 an die Herren von Bodenhausen, welche es bis nach 1819 besaßen.
Niedertrebra gehörte um 1790 als Exklave zum kursächsischen Amt Eckartsberga. Nur die Hoheit über zwei Freihöfe in Niedertrebra lag beim ernestinischen Amt Roßla. Zu Niedertrebra gehörte der Ort Escherode, welcher im Dreißigjährigen Krieg bis auf die Schäferei abbrannte. Er wurde erst nach 1945 wieder aufgebaut.
Nach der verlorenen Schlacht bei Jena und Auerstedt wurde die Preußische Kriegskasse in den Dorfteich versenkt. Die Gemeinde meldete den Fund später dem sächsischen König. In Folge des Wiener Kongresses wurde das Amt Eckartsberga an Preußen abgetreten und aufgelöst. Niedertrebra wurde jedoch von diesem getrennt und dem Großherzogtum Sachsen-Weimar-Eisenach, Amt Roßla angegliedert. Das Rittergut gehörte nach 1819 den Herren von Bauchspieß und von 1829 bis 1846 den Herren von Schröpfer. 1848 wird ein „verarmter“ Graf zu Tautenburg als Besitzer des Rittergutes erwähnt, von dem die Familie Baumbach das Rittergut pachtete. 1862 kaufte die verwitwete „Madame Baumbach“ dem Grafen das Rittergut ab, das von ihrem Sohn Friedrich Otto Baumbach bewirtschaftet wurde. Die Baumbachs waren als Rittergutsbesitzer auch Kirchenpatrone der Kirche Niedertrebra und mussten von daher für 90 % der Instandhaltungskosten der Kirche aufkommen. Bis zur Zwangsenteignung durch die Sowjetarmee im Jahre 1945 blieb das Rittergut im Besitz der Familie Baumbach. Von 1850 bis 1918 gehörte der Ort Niedertrebra zum Verwaltungsbezirk Weimar II (ab 1868: Verwaltungsbezirk Apolda) des Großherzogtums Sachsen-Weimar-Eisenach.
Mitte April 1945 wurde Niedertrebra von US-Truppen besetzt, Anfang Juli – wie ganz Thüringen – von der Roten Armee. So wurde es Teil der SBZ und 1949 der DDR. Es hatte alle gesellschaftlichen Veränderungen mitzumachen, die sich daraus ergaben.

## Sehenswürdigkeiten
- Die Dorfkirche mit Ausstattung
- Vor der Kirche zur Straßenseite hin steht ein Denkmal mit den Namen von 65 Opfern aus dem Zweiten Weltkrieg und der Nachkriegszeit, gewidmet „Den Toten zur Ehre, den Lebenden zur Mahnung, den Opfern von Nationalsozialismus und Stalinismus“
- Das Pfarrhaus mit historischem Pfarrhof und Nebengebäuden
- Ein Paul Gerhardt – Brunnen unter Bäumen vor dem Pfarrhaus
- Früheres Gutshaus: Feierabendheim

## Verkehr
Der Haltepunkt Niedertrebra liegt an der 1846 eröffneten Bahnstrecke Halle–Bebra (Thüringer Bahn). Hier verkehrt die RB 20 Eisenach – Erfurt – Apolda – Niedertrebra – Bad Sulza – Naumburg – Leipzig im Stundentakt. Die Buslinie 285 von Apolda nach Kaatschen-Weischau bedient Niedertrebra. Niedertrebra liegt an der Landstraße L 1060 zwischen Apolda und Bad Sulza.

## Persönlichkeiten
- Bodo Friedrich von Bodenhausen (1705–1781), Bremen-Verdischer Minister
- Friedrich Karl Kraft (1786–1866), Altphilologe und Lexikograf
- Franz Bruno Erhardt (1864–1930), Philosoph und Professor in Rostock